# 我家那闺女
《我家那闺女》，是中国大陆湖南卫视推出的一档亲情成长观察类真人秀节目，也是「我家」系列亲情成长观察类节目的第二部及《我家那小子》的姊妹篇。节目以记录与观察为主打，结合纪实真人秀与演播室观察访谈类节目的特点全方位展现单身女艺人的独居生活。
《我家那闺女》由《我家那小子》原班人马打造，包含制作人、幕后工作人员及主持阵容，第一季于2019年1月5日起每週六22:00接档《快乐哆唻咪》播出，第二季于2020年1月23日起每週五22:00接档《亲爱的·客栈第三季》播出，首兩季的常驻观察员都是李维嘉、大张伟及劉欣然。
2024年，阔别四年的《我家那闺女》回歸。新一季节目的出品方由湖南卫视变更为芒果TV，于2024年7月8日12:00播出超前企劃，7月9日起每週二12:00上线播出，觀察團成员包括常驻观察员吴昕、王勉及飛行觀察員。

## 节目简介
《我家那闺女》的节目形制与《我家那小子》完全一致，只是观察对象改为有份参演节目的单身女艺人，观察员改为单身女艺人的父亲，而节目主题也由原来的「好好去生活」升级为「追求幸福生活」。第二季则在第一季「父辈观察」与《我家小两口》「自我观察」的基础上新增「职场观察」这一全新的观察模式。

## 节目成员

### 第一季
| 观察对象 | 观察对象      | 观察对象       | 爸爸   |
| 姓名     | 生日          | 职业           | 姓名   |
| -------- | ------------- | -------------- | ------ |
| 吴昕     | 1983年1月29日 | 主持人         | 吴丙海 |
| 袁姗姗   | 1987年2月22日 | 演员           | 袁心合 |
| 焦俊艳   | 1987年5月6日  | 演员           | 焦宝强 |
| 郭跃     | 1988年7月17日 | 前乒乓球运动员 | 郭向生 |
| 何雯娜   | 1989年1月19日 | 前蹦床运动员   | 何龙   |
| 傅园慧   | 1996年1月7日  | 游泳运动员     | 傅春昇 |

### 第二季
| 观察对象 | 观察对象       | 观察对象   | 观察员 | 观察员           |
| 姓名     | 生日           | 职业       | 姓名   | 与观察对象之关系 |
| -------- | -------------- | ---------- | ------ | ---------------- |
| 王鸥     | 1982年10月28日 | 演员       | 不適用 | 不適用           |
| 宋茜     | 1987年2月2日   | 歌手、演员 | 李欣盈 | 经纪人           |
| 阚清子   | 1988年4月15日  | 演员       | 王忠兵 | 父女             |
| 张佳宁   | 1989年5月26日  | 演员       | 张晓龙 | 舅甥             |
| 张碧晨   | 1989年9月10日  | 歌手       | 不適用 | 不適用           |
| 蒋梦婕   | 1989年12月7日  | 演员       | 徐惠林 | 父女             |
| 林允     | 1996年4月16日  | 演员       | 费建华 | 父女             |

### 我家那闺女2024
| 观察对象        | 观察对象      | 观察对象           | 观察员 | 观察员           |
| 姓名            | 生日          | 职业               | 姓名   | 与观察对象之关系 |
| --------------- | ------------- | ------------------ | ------ | ---------------- |
| 柳岩            | 1980年11月8日 | 主持人、演員、歌手 | 楊邦梅 | 母女             |
| 李純            | 1988年2月15日 | 演员               | 王純勤 | 母女             |
| 于文文          | 1989年11月7日 | 歌手、演员         | 不適用 | 不適用           |
| 刘美含          | 1991年4月9日  | 演员               | 顏茜菁 | 母女             |
| 趙麗娜          | 1991年9月18日 | 足球運動員         | 趙智勇 | 父女             |
| 朱怡文 （旺旺） | 1996年8月17日 | 电商主播           | 曹雪琴 | 母女             |
| 盧昱曉          | 1999年9月27日 | 演员               | 吳嵐   | 母女             |
| 盧昱曉          | 1999年9月27日 | 演员               | 盧剛   | 父女             |

### 成员变迁
第一季
2019年1月5日，《我家那闺女》第一季在湖南卫视首播，四组首发嘉宾分别为吴昕与父亲吴丙海、袁姗姗与父亲袁心合、何雯娜与父亲何龙，以及傅园慧与父亲傅春昇。
2019年1月26日，第四期节目播映完毕，何雯娜与父亲从节目中正式下车。2月2日，第五期节目在湖南卫视播映，郭跃与父亲郭向生自该期节目起正式出演。同月9日，第六期节目播映完毕，郭跃与父亲从节目中正式下车。16日，第七期节目在湖南卫视播映，焦俊艳与父亲焦宝强自该期节目起正式出演。
第二季
2020年1月23日，《我家那闺女》第二季在湖南卫视首播，四组首发嘉宾分别为王鸥、宋茜与经纪人李欣盈、蒋梦婕与父亲徐惠林，以及林允与父亲费建华，王鸥亦同时在演播室担任观察员。
2020年2月28日，第三期节目播映完毕，宋茜与经纪人从节目中正式下车。3月6日，第四期节目在湖南卫视播映，张佳宁与舅父张晓龙自该期节目起正式出演。同月13日，第五期节目在湖南卫视播映，受2019冠状病毒病疫情影响，棚内部分自该期节目起启动「云录制」，演播室只保留李维嘉与母亲周志东、刘欣然、杜海涛四人，其他常驻观察员与飞行观察员则改为居家连线录制，蒋梦婕与父亲于该期节目播映完毕后暂时下车。20日，第六期节目在湖南卫视播映，张碧晨以观察对象与观察员双重身份出演该期节目，张佳宁与舅父于该期节目播映完毕后下车。27日，第七期节目在湖南卫视播映，阚清子与父亲王忠兵出演该期节目，棚内部分出演人员进一步精简，只保留李维嘉与袁娅维二人，刘欣然自该期节目起缺席录制。4月3日，第八期节目在湖南卫视播映，演播室只保留李维嘉一人。10日，第九期节目在湖南卫视播映，阚清子与父亲王忠兵于第七期过后继续出演该期及后续的节目，棚内部分出演人员再做出调整，王鸥、王忠兵与飞行观察员自该期节目起回归演播室现场录制。17日，第十期节目在湖南卫视播映，蒋梦婕与父亲徐惠林于第五期过后继续出演该期节目。24日，第十一期节目在湖南卫视播映，棚内部分出演人员再做出调整，大张伟与费建华回归演播室现场录制，王鸥改为居家连线录制。5月1日，第十二期节目在湖南卫视播映，蒋梦婕与父亲徐惠林于第十期过后继续出演该期节目，棚内部分出演人员再做出调整，除王鸥外，所有出演人员全部回归演播室现场录制。
受疫情影响，《我家那闺女》第二季原定排播计划亦作出相应调整。原定第四期节目中张佳宁的生活片段改至第六期会员Plus版中播出，原定第五期节目中蒋梦婕的生活片段改至第八期节目中播出。
我家那闺女2024
一如往季，《我家那闺女2024》的棚內觀察員會隨著觀察對象的成員變遷而改變。
四位首發觀察對象分别為柳岩、于文文、盧昱曉及朱怡文（旺旺）。
原定于文文的母親擔任其觀察員，後因個人行程原因未能參與錄製，最終于文文在首兩期兼任观察员後退出後續錄製。因此，自第三期起，除了李純加入錄製的第七期至第九期外，其餘集數都只有三位觀察對象。
在第九期，劉美含及趙麗娜接替盧昱曉及朱怡文（旺旺）。然後，朱怡文（旺旺）在第九期及第十一期擔任飛行觀察員，亦於第十期出現在趙麗娜的片段。

## 节目内容

### 第一季
| 集数 | 播出日期      | 主题         | 观察对象                     | 飞行观察员       |
| ---- | ------------- | ------------ | ---------------------------- | ---------------- |
| 1    | 2019年1月5日  | 爱的悖论     | 吴昕、袁姗姗、傅园慧、何雯娜 | 秦海璐           |
| 2    | 2019年1月12日 | 爱，是什么？ | 吴昕、袁姗姗、傅园慧、何雯娜 | 李立群、欧阳娜娜 |
| 3    | 2019年1月19日 | 说什么爱     | 吴昕、袁姗姗、傅园慧、何雯娜 | 刘璇、钱枫       |
| 4    | 2019年1月26日 | 爱在哪里     | 吴昕、袁姗姗、傅园慧、何雯娜 | 俞灏明、胡杏儿   |
| 5    | 2019年2月2日  | 因为爱       | 吴昕、袁姗姗、傅园慧、郭跃   | 王刚、李菲儿     |
| 6    | 2019年2月9日  | 爱的谎言     | 吴昕、袁姗姗、傅园慧、郭跃   | 陈学冬           |
| 7    | 2019年2月16日 | 爱自己       | 吴昕、袁姗姗、傅园慧、焦俊艳 | 杨立新、易立竞   |
| 8    | 2019年2月23日 | 彳亍的爱     | 吴昕、袁姗姗、傅园慧、焦俊艳 | 刘芸             |
| 9    | 2019年3月2日  | 爱路漫漫     | 吴昕、袁姗姗、傅园慧、焦俊艳 | 胡静、武艺       |
| 10   | 2019年3月9日  | 爱，永不自失 | 吴昕、袁姗姗、傅园慧、焦俊艳 | 韩雪、刘雅瑟     |
| 11   | 2019年3月16日 | 爱的启示     | 吴昕、袁姗姗、傅园慧、焦俊艳 | 王琳             |
| 12   | 2019年3月23日 | 爱是永恒     | 吴昕、袁姗姗、傅园慧、焦俊艳 | 陈晓楠           |

### 第二季
- 兼任观察员者以粗体表示。

| 集数 | 播出日期      | 观察对象                   | 飞行观察员                             |
| ---- | ------------- | -------------------------- | -------------------------------------- |
| 1    | 2020年1月23日 | 王鸥、宋茜、林允、蒋梦婕   | 张碧晨                                 |
| 2    | 2020年1月31日 | 王鸥、宋茜、林允、蒋梦婕   | 颜如晶                                 |
| 3    | 2020年2月28日 | 王鸥、宋茜、林允、蒋梦婕   | 黄雅莉                                 |
| 4    | 2020年3月6日  | 王鸥、林允、蒋梦婕         | 陈翔                                   |
| 5    | 2020年3月13日 | 王鸥、张佳宁、林允         | 杜海涛、周志东、焦俊艳、焦宝强、周昌英 |
| 6    | 2020年3月20日 | 王鸥、张佳宁、林允、张碧晨 | 杜海涛、周志东                         |
| 7    | 2020年3月27日 | 王鸥、阚清子、林允         | 何雯娜、袁娅维                         |
| 8    | 2020年4月3日  | 王鸥、林允、蒋梦婕         | 戚薇                                   |
| 9    | 2020年4月10日 | 王鸥、阚清子、林允         | 吴昕                                   |
| 10   | 2020年4月17日 | 王鸥、阚清子、林允、蒋梦婕 | 张萌                                   |
| 11   | 2020年4月24日 | 王鸥、阚清子、林允         | 董力                                   |
| 12   | 2020年5月1日  | 王鸥、阚清子、林允、蒋梦婕 | 无                                     |

### 我家那闺女2024
- 兼任观察员者以粗体表示。

| 集数 | 播出日期      | 观察对象                             | 飞行观察员                   |
| ---- | ------------- | ------------------------------------ | ---------------------------- |
| 1    | 2024年7月9日  | 柳岩、于文文、盧昱曉、朱怡文（旺旺） | 蒲熠星、黃菡                 |
| 2    | 2024年7月16日 | 柳岩、于文文、盧昱曉、朱怡文（旺旺） | 蒲熠星、黃菡                 |
| 3    | 2024年7月23日 | 柳岩、盧昱曉、朱怡文（旺旺）         | 黃菡、庄宇光                 |
| 4    | 2024年7月30日 | 柳岩、盧昱曉、朱怡文（旺旺）         | 黃菡、庄宇光                 |
| 5    | 2024年8月6日  | 柳岩、盧昱曉、朱怡文（旺旺）         | 思文、庄宇光                 |
| 6    | 2024年8月13日 | 柳岩、盧昱曉、朱怡文（旺旺）         | 王睡睡                       |
| 7    | 2024年8月20日 | 柳岩、盧昱曉、朱怡文（旺旺）、李純   | 思文、庄宇光                 |
| 8    | 2024年8月27日 | 柳岩、盧昱曉、朱怡文（旺旺）、李純   | 思文、庄宇光                 |
| 9    | 2024年9月3日  | 柳岩、李純、劉美含、趙麗娜           | 武藝、朱怡文（旺旺）         |
| 10   | 2024年9月10日 | 柳岩、劉美含、趙麗娜                 | 武艺、張彩玲                 |
| 11   | 2024年9月17日 | 柳岩、劉美含、趙麗娜                 | 朱怡文（旺旺）、武艺、張彩玲 |
| 12   | 2024年9月24日 | 柳岩、劉美含、趙麗娜                 | 武艺、張彩玲                 |

## 招商
在2019年湖南卫视招商会上，该节目被公布的播放档期为2019年第一季度週四后晚间档:181。2018年12月，湖南卫视总编室决定将该节目与原定于2019年第一季度週六后晚间档播出的《恋梦空间》对调播出时段:171。由于档期变更导致的招商资源重新定价，因此该节目也成为湖南卫视首档无任何招商资源便直接上档播出的週末大型季播节目。及至第二期节目首播前，唯品会和最右APP才分别成为该节目的独家冠名和官方合作伙伴。

## 主题曲
《我家那闺女》的主题曲为《关于爱》，由茉莉作词，潘柯夫作曲及编曲，涂逸担任制作人，阿肆演唱，于节目中作为片尾曲播放，歌曲音频于2019年1月5日在网易云音乐正式上线。

## 收视率

### 第一季
| 中国大陆 湖南卫视 首播收视率 |               |        |          |       |           |           |           |                                                                        |
| 集數                         | 播出日期      | CSM55  | CSM55    | CSM55 | CSM全国网 | CSM全国网 | CSM全国网 | 備註                                                                   |
| 集數                         | 播出日期      | 收視率 | 收視份額 | 排名  | 收視率    | 收視份額  | 排名      | 備註                                                                   |
| 1                            | 2019年1月5日  | 0.725  | 4.99     | 5     | 0.65      | 5.19      | 1         |                                                                        |
| 2                            | 2019年1月12日 | 0.900  | 5.77     | 3     | 0.71      | 5.51      | 1         | CSM55不含广告收视率0.92，份额5.74                                      |
| 3                            | 2019年1月19日 | 0.869  | 5.71     | 3     | 0.76      | 6.01      | 1         |                                                                        |
| 4                            | 2019年1月26日 | 0.985  | 6.75     | 2     | 0.81      | 6.47      | 1         | CSM55不含广告收视率1.02，份额6.78                                      |
| 5                            | 2019年2月2日  | 0.792  | 5.43     | 4     | 0.83      | 6.2       | 1         | CSM55不含广告收视率0.83，份额5.42                                      |
| 6                            | 2019年2月9日  | 0.781  | 5.24     | 3     | 0.77      | 5.63      | 1         | 江苏《重量级改变》暂停播映                                             |
| 7                            | 2019年2月16日 | 0.920  | 5.88     | 3     | 0.82      | 5.98      | 1         | 东方《妈妈咪呀第六季》开播 浙江《锋味2018》完结 江苏《重量级改变》复播 |
| 8                            | 2019年2月23日 | 0.866  | 5.79     | 3     | 0.75      | 5.68      | 1         | 浙江《遇见你真好》调整为每週六22:00播出 江苏《重量级改变》完结         |
| 9                            | 2019年3月2日  | 0.802  | 5.49     | 5     | 0.73      | 5.67      | 1         |                                                                        |
| 10                           | 2019年3月9日  | 0.698  | 5.28     | 7     | 0.53      | 4.88      | 1         |                                                                        |
| 11                           | 2019年3月16日 | 0.702  | 4.93     | 8     | 0.62      | 4.97      | 1         |                                                                        |
| 12                           | 2019年3月23日 | 0.741  | 5.49     | 9     | 0.53      | 4.42      | 1         |                                                                        |

1. 同时段或交叉时段主要节目：
  - 浙江卫视：《锋味2018》／《遇见你真好》
  - 江苏卫视：《重量级改变》
  - 东方卫视：《妈妈咪呀6》
2. 数据由广视索福瑞提供，调查范围为四岁以上之观众。
3. 以上收视排名不包括央视在内。
4. 资料来源：卫视这些事儿、卫视小露电、TV未知数。
5. 排名为週六晚间所有综艺节目的排名，并不一定为同一时段。

### 第二季
| 中国大陆 湖南卫视 首播收视率 |                                                                               |        |          |       |           |           |           | |
| 集數                         | 播出日期                                                                      | CSM59  | CSM59    | CSM59 | CSM全国网 | CSM全国网 | CSM全国网 | 備註 |
| 集數                         | 播出日期                                                                      | 收視率 | 收視份額 | 排名  | 收視率    | 收視份額  | 排名      | 備註 |
| 1                            | 2020年1月23日                                                                 | 0.779  | 4.23     | 4     | 0.79      | 4.77      | 2         | 因频道特殊编排，本期节目于週四（农历腊月廿九）22:00播映                                                                    |
| 2                            | 2020年1月31日                                                                 | 0.837  | 4.35     | 3     | 0.69      | 4.06      | 1         | 第1—2期CVB平均收视率0.75，份额3.6，同时段排名第一                                                                          |
|                              | 2020年2月7日                                                                  |        |          |       |           |           |           | 因播出疫期特备节目《嘿！你在干嘛呢？》及《天天云时间》，暂停播映 江苏《我想开个店》暂停播映                                |
| 2020年2月14日                | 因播出疫期特备节目《嘿！你在干嘛呢？》，暂停播映                              |        |          |       |           |           |           | |
| 2020年2月21日                | 因播出疫期特备节目《嘿！你在干嘛呢？》，暂停播映 浙江《王牌对王牌第五季》开播 |        |          |       |           |           |           | |
| 3                            | 2020年2月28日                                                                 | 0.542  | 4.11     | 8     | 0.39      | 3.8       | 2         | 因转播《新闻联播》超时，本期节目顺延至22:33播映 CVB收视率0.64，份额3.78，当日晚间节目类排名第三                            |
| 4                            | 2020年3月6日                                                                  | 0.476  | 3.85     | 8     | 0.41      | 4.26      | 2         | 因转播《新闻联播》超时，本期节目顺延至22:32播映 本日全国网数据不含下期预告 CVB收视率0.69，份额3.81，当日晚间节目类排名第三 |
| 5                            | 2020年3月13日                                                                 | 0.474  | 3.55     | 8     | 0.41      | 4.12      | 2         | 因转播《新闻联播》超时，本期节目顺延至22:26播映 CVB收视率0.71，份额3.87，同时段排名第一                                    |
| 6                            | 2020年3月20日                                                                 | 0.470  | 3.40     | 7     | 0.43      | 4.11      | 2         | 因转播《新闻联播》超时，本期节目顺延至22:16播映                                                                            |
| 7                            | 2020年3月27日                                                                 | 0.704  | 5.19     | 5     | 0.43      | 4.15      | 2         | 因转播《新闻联播》超时，本期节目顺延至22:12播映 CSM59数据中缺泸州数据，故实为CSM58                                         |
| 8                            | 2020年4月3日                                                                  | 0.603  | 4.41     | 6     | 0.4       | 3.95      | 2         | 因转播《新闻联播》超时，本期节目顺延至22:15播映                                                                            |
| 9                            | 2020年4月10日                                                                 | 0.694  | 4.81     | 6     | 0.45      | 3.99      | 2         | |
| 10                           | 2020年4月17日                                                                 | 0.593  | 4.63     | 6     | 0.37      | 3.98      | 2         | 因转播《新闻联播》超时，本期节目顺延至22:16播映 东方《妈妈咪呀第七季》开播                                                 |
| 11                           | 2020年4月24日                                                                 | 0.508  | 4.47     | 7     | 0.31      | 3.84      | 2         | |
| 12                           | 2020年5月1日                                                                  | 0.461  | 3.43     | 8     | 0.3       | 2.95      | 3         | |

1. 同时段或交叉时段主要节目：
  - 浙江卫视：《王牌对王牌5》
  - 江苏卫视：《我想开个店》
  - 东方卫视：《妈妈咪呀7》
2. 数据由广视索福瑞提供，调查范围为四岁以上之观众。
3. 以上收视排名不包括央视在内。
4. 资料来源：卫视这些事儿、卫视小露电、TV未知数。
5. 排名为週五晚间所有综艺节目的排名，并不一定为同一时段。

## 奖项纪录
| 年份   | 颁奖典礼                 | 奖项               | 入围                 | 结果 |
| ------ | ------------------------ | ------------------ | -------------------- | ---- |
| 2019年 | 第25届上海电视节白玉兰奖 | 最佳电视综艺节目奖 | 《我家那闺女》第一季 | 提名 |

## 宣传活动
| 播出时间      | 活动           | 出席者     |
| ------------- | -------------- | ---------- |
| 2019年3月18日 | 《甜蜜的任务》 | 袁姗姗父女 |